# Benedict Akwuegbu
Benedict Akwuegbu (ur. 3 listopada 1974 w Lagos) – piłkarz nigeryjski grający na pozycji napastnika, a czasami ofensywnego pomocnika. Nosi przydomek „Schoolboy” lub „Benny”.

## Kariera klubowa
Akwuegbu pochodzi z Lagos. Piłkarską karierę zaczynał w klubie Jos Highlanders, do którego trafił w 1989 roku mając 15 lat. Pobyt w Highlanders trwał do 1991 roku i wtedy jeszcze jako junior Akwuegbu zdecydował się opuścić ojczyznę. Obwołany wielkim talentem trafił do RC Lens, jednak 17-letni wówczas Benedict nie miał szans na grę w pierwszej drużynie tego klubu. Latem 1992 trafił do belgijskiego Eendracht Aalst. W drugoligowym Aalst grał przez jeden sezon, a w następnym przeszedł do innego drugoligowca, KRC Harelbeke. W sezonie 1993/1994 zajął z tym klubem 8. miejsce i nie zdołał z nim awansować do pierwszej ligi. Sztuka ta udała się temu zespołowi rok później. Akwuegbu przyczynił się do wygrania przez Harelbeke play-off i awansu tego zespołu do ekstraklasy. W pierwszej lidze w sezonie 1995/1996 Akwuegbu rozegrał 25 meczów i zdobył 1 gola (w debiucie w pierwszej lidze), a z klubowymi kolegami zajął przyzwoite jak na beniaminka 11. miejsce. Latem 1996 Benedict opuścił jednak klub i wrócił do drugiej ligi zostając zawodnikiem SV Waregem. W drugiej lidze zdobył 9 goli, ale Waregem nie zdołało awansować do pierwszej ligi – zajęło 4. miejsce i przegrało awans w fazie play-off. Sezon 1997/1998 Akwuegbu spędził w KVK Tienen, w barwach którego strzelił 4 gole w 27 meczach i zajął przedostatnie miejsce w drugiej lidze, równoznaczne z degradacją do trzeciej.
Po sezonie Benedict zmienił pracodawcę na Grazer AK. Austriacki klub zapłacił za niego 2 miliony dolarów. W GAK zadebiutował w 1. kolejce ligowej, 29 lipca 1998 w wygranym 1:0 wyjazdowym meczu z Vorwärts Steyr i już w debiucie w 63 minucie spotkania zdobył swojego pierwszego w Austrii gola i zarazem jedynego w meczu. Z 6 golami był najlepszym strzelcem drużyny razem z Zeljko Radoviciem, a drużyna z Grazu zajęła 3. miejsce premiowane startem w Pucharze UEFA. W Pucharze UEFA Akwuegbu także zdobywał bramki – jedną z Liteksem Łowecz, a także dwie z AS Monaco (3:3), jednak nie wystarczyły one do awansu, gdyż w rewanżu GAK przegrał aż 0:4. W sezonie 1999/2000 Akwuegbu wygrał w rzutach karnych ze swoim klubem finał Pucharu Austrii. W lidze zdobył 12 goli w 27 meczach, ale Grazer zajął dopiero 7. miejsce w lidze. Akwuegbu zdobył także Superpuchar Austrii po wygraniu meczu z Tirolem Innsbruck. W 1999 roku został wybrany najlepszym zagranicznym graczem w lidze austriackiej. Sezon 2000/2001 znów przyniósł klubowi Benedicta 3. miejsce w lidze, a on sam uzyskał 5 goli dla swojego klubu. W Pucharze UEFA doszedł z Grazerem do 2. rundy, w której uległ w dwumeczu Espanyolowi Barcelona. Sezon 2001/2002 rozpoczął udanie – w pierwszych 5 meczach zdobył 5 goli, jednak w trakcie rozgrywek zapowiedział odejście z klubu zimą do lepszego klubu.
Ostatecznie zimą wyjechał aż do Chin i został partnerem rodaka Alphonse’a Tchami w ataku klubu Shenyang Ginde. Pobyt w Chinach nie był udany – Akwuegbu strzelił tylko 2 gole, oba w sierpniu i ze swoim klubem zajął niską 15. pozycję.
Zimą 2003 Benedict powrócił do Grazer AK, z którym wywalczył wicemistrzostwo Austrii. Latem wystąpił w eliminacjach do Ligi Mistrzów, ale GAK odpadł w 3. rundzie przegrywając z Ajaksem Amsterdam. W lidze w rundzie jesiennej zdobył dla klubu z Grazu 3 gole, ale w zimowym oknie transferowym opuścił klub i przeniósł się do zajmującego ostatnią pozycję FC Kärnten. Strzelił 6 goli w 14 meczach, ale pomimo tego klub z Klagenfurt am Wörthersee opuścił T-Mobile Bundesligę.
Latem 2004 Akwuegbu został piłkarzem szwajcarskiego FC St. Gallen. W Swiss Super League wystąpił w 12 meczach rundy jesiennej i strzelił 3 gole (z FC Aarau, FC Schaffhausen i Servette FC). W styczniu 2005 powrócił jednak do Austrii i w rundzie wiosennej grał w FC Wacker Tirol, w barwach którego zagrał w 10 meczach i nie zdołał zdobyć ani jednego gola. Na początku sezonu 2005/2006 zagrał w klubie z Innsbrucku tylko 1 mecz i został wystawiony na listę transferową. Po pewnym czasie trafił do klubu z 2. Bundesligi, Sportfreunde Siegen, z którym zajął ostatnią pozycję w lidze i został zdegradowany do Regionalligi. Latem 2006 ponownie wyjechał do Chin i do końca roku grał w drużynie Tianjin Teda. Tam jego trenerem był znany włoski trener piłkarski, ojciec Marco, Giuseppe Materazzi.
| Sezon   | Klub                | Kraj       | Rozgrywki              | Mecze | Bramki |
| ------- | ------------------- | ---------- | ---------------------- | ----- | ------ |
| 1989    | Jos Highlanders     | Nigeria    | Nigeria Premier League | ?     | ?      |
| 1990    | Jos Highlanders     | Nigeria    | Nigeria Premier League | ?     | ?      |
| 1991    | Jos Highlanders     | Nigeria    | Nigeria Premier League | ?     | ?      |
| 1991/92 | RC Lens             | Francja    | Ligue 1                | 0     | 0      |
| 1992/93 | SC Eendracht Aalst  | Belgia     | 2. liga                | 15    | 3      |
| 1993/94 | KRC Harelbeke       | Belgia     | 2. liga                | 12    | 5      |
| 1994/95 | KRC Harelbeke       | Belgia     | 2. liga                | 14    | 8      |
| 1995/96 | KRC Harelbeke       | Belgia     | Eerste Klasse          | 23    | 1      |
| 1996/97 | SV Waregem          | Belgia     | 2. liga                | 16    | 9      |
| 1997/98 | KVK Tienen          | Belgia     | 3. iliga               | 27    | 4      |
| 1998/99 | Grazer AK           | Austria    | Bundesliga             | 31    | 6      |
| 1999/00 | Grazer AK           | Austria    | Bundesliga             | 27    | 12     |
| 2000/01 | Grazer AK           | Austria    | Bundesliga             | 23    | 5      |
| 2001/02 | Grazer AK           | Austria    | Bundesliga             | 19    | 8      |
| 2002    | Shenyang Ginde      | Chiny      | Superliga              | 18    | 2      |
| 2002/03 | Grazer AK           | Austria    | Bundesliga             | 11    | 4      |
| 2003/04 | Grazer AK           | Austria    | Bundesliga             | 9     | 3      |
| 2003/04 | FC Kärnten          | Austria    | Bundesliga             | 14    | 6      |
| 2004/05 | FC St. Gallen       | Szwajcaria | Swiss Super League     | 12    | 3      |
| 2004/05 | FC Wacker Tirol     | Austria    | Bundesliga             | 10    | 0      |
| 2005/06 | FC Wacker Tirol     | Austria    | Bundesliga             | 1     | 0      |
| 2005/06 | Sportfreunde Siegen | Niemcy     | 2. Fußball-Bundesliga  | 10    | 1      |
| 2006    | Tianjin Teda        | Chiny      | Superliga              | 6     | 3      |
| 2007    | Qingdao Jonoon      | Chiny      | Superliga              | 20    | 6      |
| 2008    | Beijing Yanjiesheng | Chiny      | League One             | 7     | 2      |

## Kariera reprezentacyjna
Karierę reprezentacyjną Akwuegbu rozpoczął już w 1989 roku, gdy grał z reprezentacją Nigerii U-16 jako 15-latek na turnieju o Mistrzostwo Świata. W 1993 roku był członkiem kadry U-20 na Młodzieżowych Mistrzostwach Afryki na Mauritiusie, ale pomimo tego, że w składzie Nigerii grały takie tuzy jak Nwankwo Kanu, Tijjani Babangida, Augustine Okocha czy Taribo West, drużyna ta nie odniosła sukcesu.
Do pierwszej reprezentacji Benedict Akwuegbu został po raz pierwszy powołany w 1999 roku na mecz kwalifikacyjny do Pucharu Narodów Afryki 2000 z Senegalem, jednak nie zagrał w nim ani minuty. W kadrze zadebiutował w następnym roku podczas Pucharu Narodów Afryki. Miało to miejsce 23 stycznia 2000 w wygranym 4:2 meczu z Tunezją. Zagrał jeszcze jako rezerwowy w meczach z Marokiem (2:0) i Senegalem (2:1), ale nie błysnął w nich i do końca turnieju już więcej nie zagrał. Zdobył za to ze swoim zespołem srebrny medal. W 2000 roku zdobył swoją pierwszą bramkę w kadrze – 17 czerwca w wygranym 2:0 meczu ze Sierra Leone.
W 2002 roku zdobył gola w meczu z Wybrzeżem Kości Słoniowej, jednak pomimo tego nie znalazł się w kadrze na Puchar Narodów Afryki 2002. Miał być rezerwowym dla kontuzjowanego Kanu, ale ten ostatecznie wyzdrowiał i Akwuegbu został odesłany do domu. W tym samym roku został powołany przez selekcjonera Festusa Onigbinde do 23-osobowej kadry na MŚ 2002, pomimo faktu, że w lidze chińskiej nie zdobył ani jednego gola. Na boiskach Japonii zagrał tylko w ostatnim meczu z Anglią (0:0) jako partner w ataku dla Juliusa Aghahowy.
Do kadry wrócił w 2004 roku na towarzyski mecz z RPA, ale po zaliczeniu epizodu w tym meczu nie został więcej powołany do reprezentacji.